# Atherton, Greater Manchester
Atherton är en stad i distriktet Wigan, i grevskapet Greater Manchester, Storbritannien. Staden hade 27 562 invånare år 2021.
Atherton var tidigare känt för sina kolgruvor, järnverk och sin textilindustri.